# Felipe Bertrés
Felipe Bertrés (  Puntous, Altos Pirineos, Francia, 1786; Salta el 12 de octubre de 1856) nacido como Philippe Bertrès. Ingeniero francoamericano titulado en la École polytechnique de París,
militar de destacada actuación, educador y agrimensor, que participó en las batallas de la Independencia de las Provincias Unidas del Río de la Plata en América del Sur. Como ingeniero y agrimensor desarrolló importantes trabajos en los territorios que hoy corresponden a Argentina y  Bolivia.
Como educador fundó en Tucumán la Escuela Lancasteriana y la Escuela de Cadetes.

## Biografía

### Vida militar
Fallecido su padre Pierre Norbert Bertrès, alcalde de Puntous, emigró a América en 1808, llegando a Maldonado, en el Virreinato del Río de la Plata, un 9 de agosto a bordo del bergantín Le Consolateur, en el que también viajaba Etienne Bernard, marqués de Sassenay, enviado de Bonaparte.  Inicialmente se instaló  en Buenos Aires y abrazó luego la causa de la Revolución de Mayo. Ingresó al Ejército del Norte como Teniente de Ingenieros. 
En 1812 tuvo una destacada actuación en la decisiva Batalla de Tucumán, bajo el mando del Gral Belgrano, haciendo el primer plano de la ciudad de San Miguel de Tucumán, planificando las defensas, fortificaciones y el Fuerte de la Ciudadela, lo que permitió esa victoria fundamental para la causa patria. En 1817 integra, comandado por Belgrano, el Estado Mayor del Ejército del Norte  con el grado de capitán, muy probablemente prestando su conocimiento como ingeniero. Sigue con esa fuerza hasta 1819 y participó con ella en numerosas acciones de guerra, que incluyeron la batalla de Sipe Sipe. 
Fue el primer director de la Academia de Matemáticas del Ejército Argentino.

### Ingeniero y Agrimensor en Tucumán y Buenos Aires
Contrajo matrimonio con María Cainzo Villanueva, de familia tradicional tucumana y enviudó sin descendencia.  Hacía 1818, se casa en segundas nupcias con Petrona Moyano Anabia, con descendencia hasta nuestros días . En 1819 en Tucumán, es nombrado agrimensor oficial, durante la República del Tucumán presidida por Bernabé Aráoz. Trazó el plano de la ciudad de San Miguel de Tucumán (1821), que constituye un precioso documento, aparte de realizar diversas tareas técnicas, como las "acequias de la Patria" destinadas a acercar agua corriente a los habitantes de la floreciente ciudad tucumana. 
Caída la república de Tucumán se trasladó a Buenos Aires, sumándose al proyecto de una ciudad más moderna y con menos influencia colonial española, en el gobierno de Martín Rodríguez . Allí, presentó una serie de proyectos de ordenamiento de la ciudad, y confeccionó uno de los primeros "Planos Topográficos de nombramiento de las Calles(..) " de la misma, ordenado en 1822 por Rivadavia, adoptando los nuevos nombres posteriores a 1816 del callejero. Participó del grupo de ingenieros y arquitectos con Próspero Catelin, Charles Henri Pellegrini que dieron un giro francés a la ciudad, diseñando, por ejemplo el Cementerio de la Recoleta en 1822. Por esa época, se desempeñaba como Inspector general de Obras y Contador del Departamento de Policía.
Hacia 1826, nuevamente en Tucumán, el gobernador Alejandro Heredia lo designa director de la Escuela — siguiendo el sistema Lancasteriano. Cumplió, además, una serie de tareas topográficas y estadísticas, en el campo de la ingeniería.

### Etapa Profesional en Bolivia
En 1832, se exilió en Bolivia para no tomar partido en las luchas rosistas, al igual que otros próceres como Teodoro Sánchez de Bustamante, José Ignacio Gorriti y Juan Ignacio Gorriti. Allí prestó servicios de ingeniero y topógrafo en Potosí y La Paz, y trazó el mapa oficial de esa República, en 1843. 
Este mapa realizado por encargo del presidente de Bolivia, general Ballivián, también se publicó en Londres en 1845, en el establecimiento litográfico de John Arrowsmith, bajo el número 1662, buscando atraer inmigrantes, inversores y banqueros. El mapa Bertres cruzó el Atlántico y se universalizó.
Participó de la fundación de la Escuela de Arquitectura Civil y Militar en 1842, y  diseñó  la catedral de Santa Cruz de la Sierra.
En 1844, volvió nuevamente a Tucumán, y en 1848 pasó otra vez a Bolivia, para dirigir el puente sobre el río Pilcomayo. Diseñó también la pirámide recordatoria de la batalla de Ingaví.

### Última etapa en Argentina
En 1852, de regreso en Tucumán, presidió la Junta Inspectora de Escuelas y llenó con responsabilidad numerosas comisiones oficiales.
Tres años más tarde, pasó para trabajos vinculados a su especialidad a residir en Salta. Proyectó y diseñó la actual Catedral de Salta, luego del terremoto que volteó la antigua sede episcopal.
Falleció en esa ciudad en 1856, sepultado en el altar de la antigua Iglesia de la Merced (Salta), junto a sus compañeros de combate, a los pies de la cruz que Belgrano hizo levantar en memoria de los "Vencedores y vencidos en la Batalla de Salta". Con descendencia en la provincia de Jujuy y Buenos Aires.
Su nieto Manuel Bertrés Aráoz fue dos veces gobernador electo de Jujuy (1894-1897 y 1901-1904), diputado nacional y autor del Código de Procedimiento Civil y Comercial de la provincia. Su gobierno progresista dejo además importantes huellas, como la inauguración del Ferrocarril, la Casa de Gobierno de Jujuy  y la finalización del Teatro Mitre, ambas aún en pie.  Su hermano Pedro Bertrés Aráoz fue vicegobernador electo de Jujuy (1897-1901).

## Obras
Sus obras más reconocidas son la catedral de Salta, Monumento Histórico Nacional y la catedral de Santa Cruz de la Sierra. 
Como agrimensor, hizo el primer Plano de la ciudad de Tucumán, el  Plano Topográfico de Buenos Aires de 1823. 
Entre 1841 y 1843, el Gobierno boliviano de José Ballivián, le encargó el primer mapa corográfico de Bolivia, una importante tarea de campo y establecimiento de límites de la nueva nación, en base a los límites históricos de las intendencias del Virreinato que la componían. Adoptó los límites actuales entre Bolivia y Argentina,incluyendo Atacama y el litoral pacífico que luego de la Guerra del Pacífico fuera ganado por  Chile. Después de la Guerra del Chaco, coincidieron con los límites definitivos que se adoptaron entre Bolivia y Paraguay.
Por encargo del Gral. José de San Martín, diseñó la lápida de su joven esposa Remedios de Escalada fallecida en ausencia del prócer en  1823, que puede visitarse aún en el Cementerio de la Recoleta, al lado del mausoleo  de la familia hecho con posterioridad.

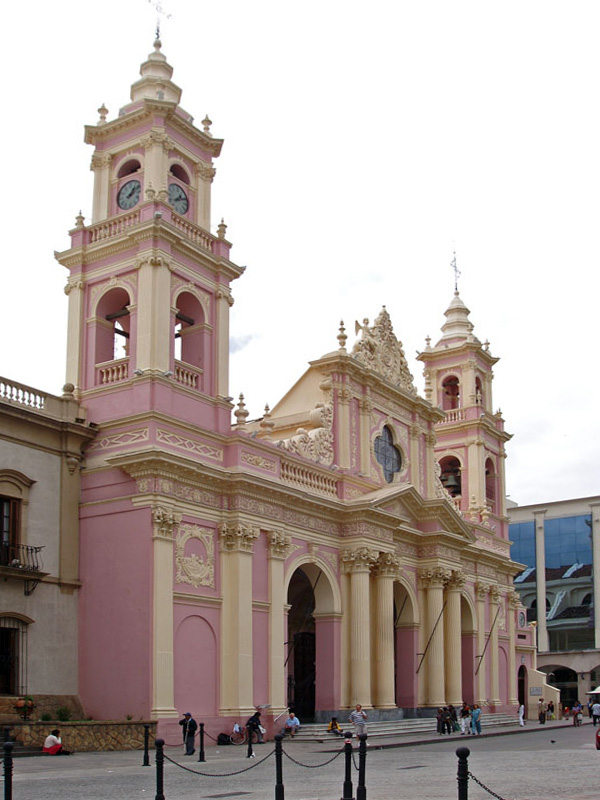
Catedral de Salta
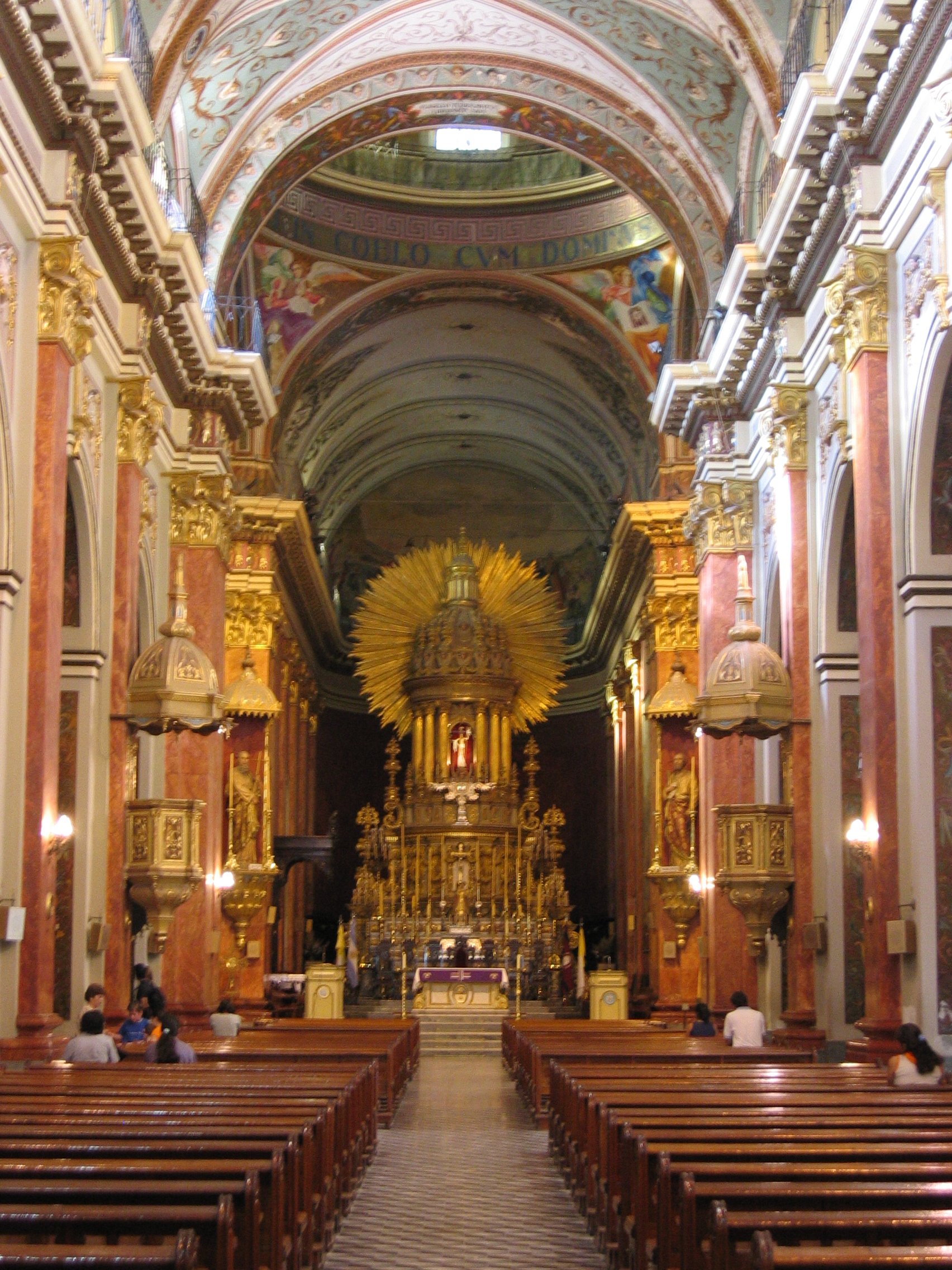
Catedral de Salta, interior.
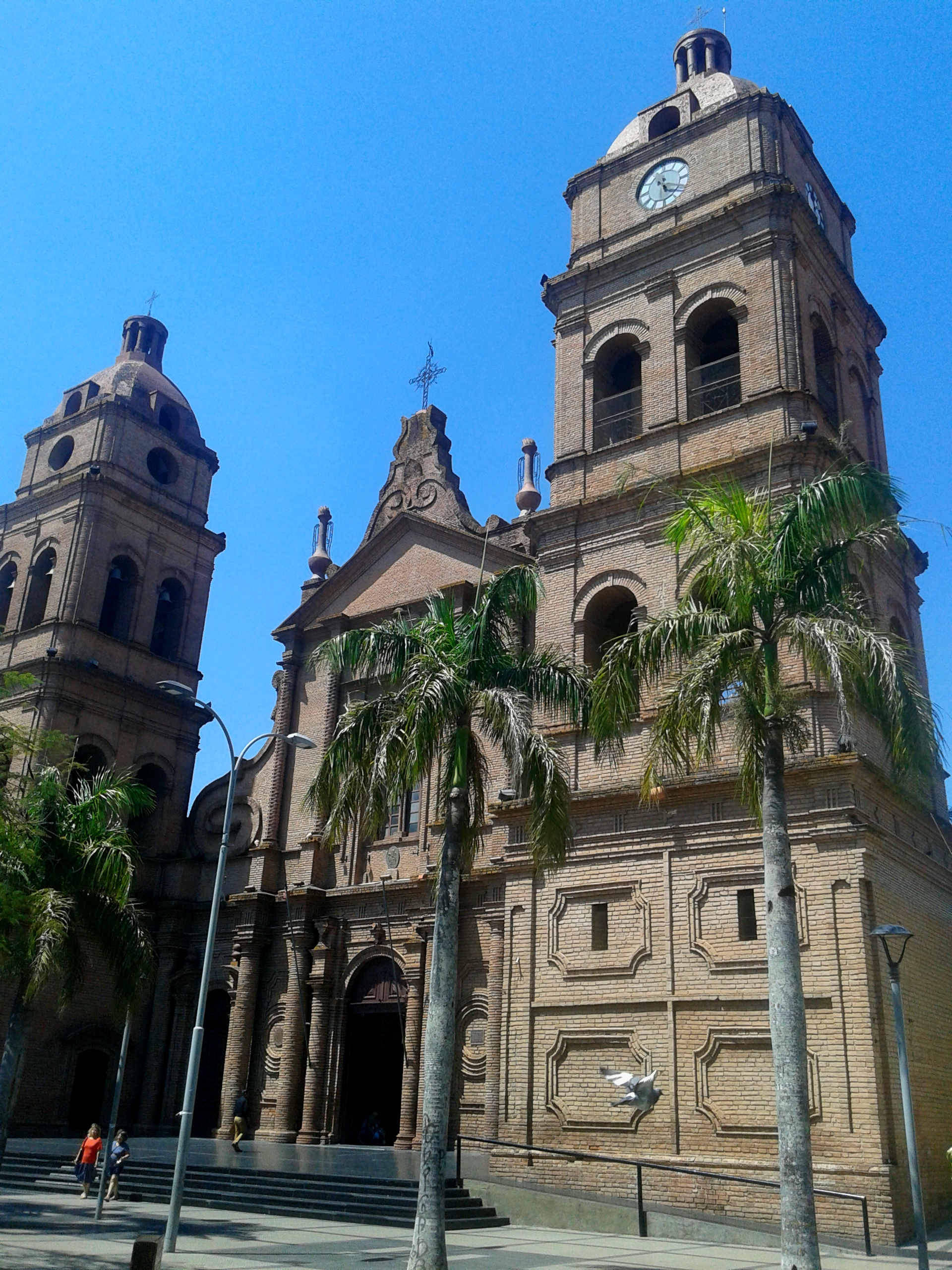
Catedral de Santa Cruz
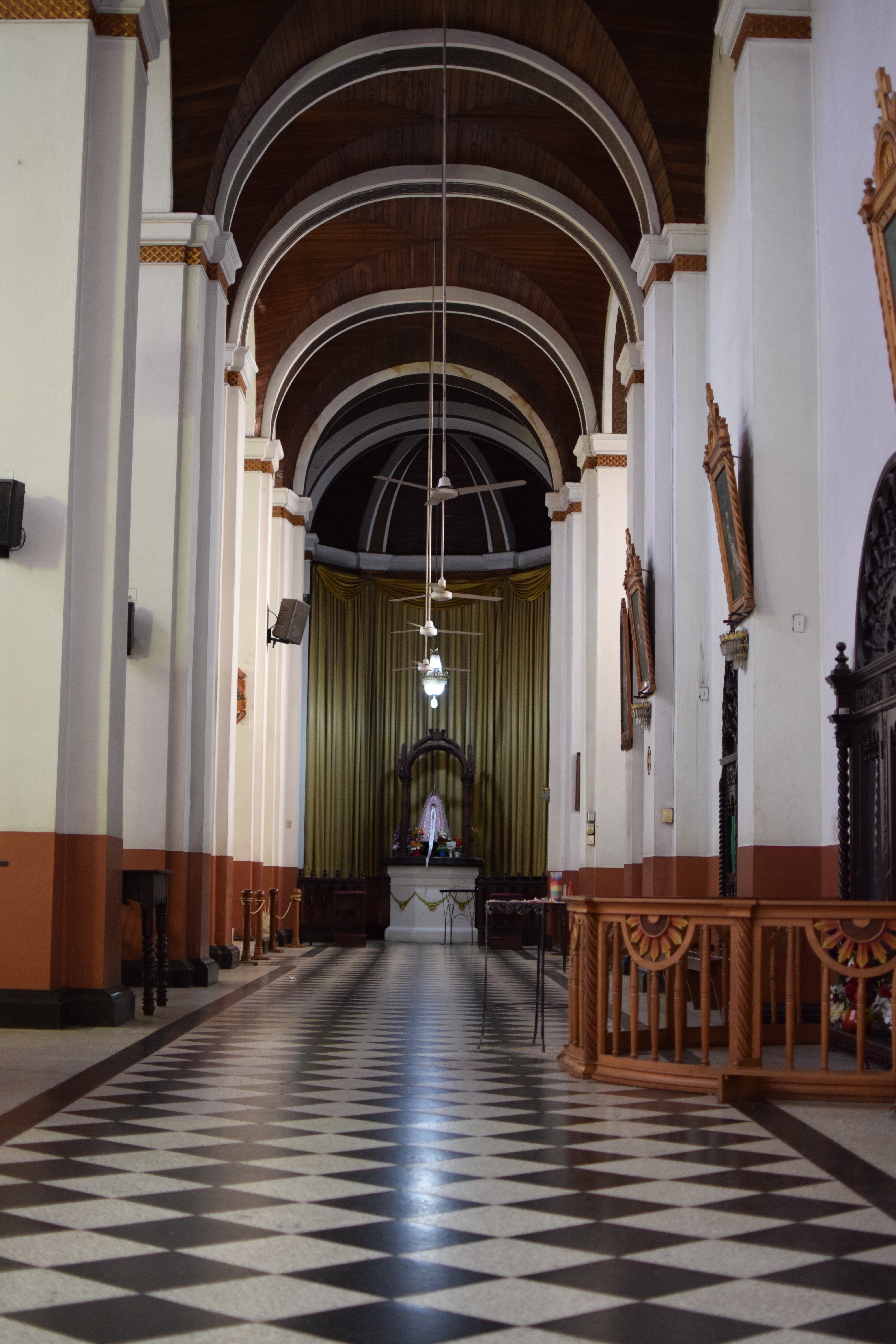
Catedral Santa Cruz, interiores

## Homenajes
Una calle en la ciudad de Buenos Aires, en el Barrio de Caballito lleva su nombre. En San Miguel de Tucumán, en Barrio Norte existe el Pasaje Felipe Bertrés. Una escuela en La Rinconada, Tucumán,es homónima.
En San Salvador de Jujuy existe una calle y un barrio con su nombre, Alto Bertrés, donde estaba la Sala Bertrés o quinta familiar. Además del paseo comercial Patio Bertrés, antigua casa a una cuadra de la plaza principal, sobre calle Belgrano.